# Saksische Orde van Verdienste
De Orde van Verdienste van het Land Saksen, in het Duits: Sächsischer Verdienstorden geheten, is de hoogste orde van verdienste van het land Saksen, een deelstaat van de Duitsland.
Na de ineenstorting van de zogenaamde DDR werd de orde op 27 oktober 1996 bij wet ingesteld. Op 27 oktober 1997 werd de onderscheiding voor het eerst toegekend door de minister-president van Saksen.
De minister-president van Saksen, de ministers voor zover het hun ambtsgebied betreft en de voorzitter van het Parlement, de Landtag mogen voordrachten doen. De minister-president besluit over de benoemingen. Hij kan de dragers de orde ook weer afnemen wanneer blijkt dat zij dit ereteken niet waardig zijn of achteraf niet waardig waren geweest.
De orde kent geen ridders of commandeurs maar zij die het kruis bezitten zijn "drager" van dat kruis. Het kruis wordt door heren aan een lint "en sautoir" gedragen als een commandeurskruis. Dames laten het lint opmaken tot een strik en dragen het kruis op de schouder.
Voor dagelijks gebruik is er een knoopsgatversiering in de vorm van een strikje met een miniatuur van het kruis.

## Het versiersel
Het lint kreeg de kleuren van Saksen: groen en wit.
|  |